# ベール空間
数学の位相空間論におけるベール空間（ベールくうかん、英: Baire space）は、直観的には非常の大きくてある種の極限操作を行うのに「十分多くの」点を持つような位相空間である。名称はこの概念を導入したルネ＝ルイ・ベールに由来する。

## 動機
勝手な位相空間において、内点を持たない閉集合のクラスはちょうど稠密開集合の境界を成しており、これらの集合はある意味で「無視できる」。いくつか例を挙げれば、有限集合、平面内の滑らかな曲線、ユークリッド空間内の真のアフィン部分空間などがそれにあたる。位相空間がベール空間であるというのは、それが「十分大きい」こと、つまりは無視できる集合の可算個の合併になっていないことを意味する。例えば、三次元ユークリッド空間はその中の可算個のアフィン平面の合併になってはいない。

## 定義
ベール空間の詳しい定義は、主にその時々に支配的だった需要と観点に起因して、時代とともに少しずつ変化してきた。まずは、よくある現代的定義を述べ、そのあとベールが与えたオリジナルの定義により近い歴史的定義を挙げる。

### 現代的定義
位相空間がベール空間であるとは、内部が空であるような閉集合からなる任意の可算族の合併は必ず内部が空になるときに言う。
この定義は以下のように同値な条件で言い換えることもできる。
- 可算個の稠密開集合の交わりは必ず稠密になる。
- 可算個の疎閉集合の合併の内部は必ず空になる。
- X の可算個の閉集合の合併が内点を持つ限り常に、それら閉集合の中に内点を持つものがある。

### 歴史的定義
ベールのオリジナルの定義では、範疇の概念が以下のように定義された。
位相空間 X の部分集合が、
- X において疎あるいは至る所疎 (nowhere dense) であるとは、その閉包の内部が空であることを言う。
- X において第一類 (first category) または痩せている (meagre) とは、それが可算個の疎集合の和になっていることを言う。
- X において第二類 (second category) または痩せていない (nonmeagre) とは、それが X において第一類でないことを言う。

これらの言葉でベール空間の定義を述べると次のようになる：「位相空間 X がベール空間となるのは、任意の空でない開集合が X において第二類であるときである」。この定義は先述の現代的定義と同値である。
X の部分集合 A が残留的 (residual, comeagre) であるとは、その補集合 X ∖ A が痩せていることを言う。位相空間 X がベール空間であるための必要十分条件は、X の任意の残留的部分空間が稠密になることである。

## 例
- 実数の全体 R に通常の位相を考えたものはベール空間であり、したがって自分自身において第二類である。有理数の全体 Q は R において第一類であり、無理数の全体 P は R において第二類である。
- カントル集合 C はベール空間であり、したがって自分自身において第二類だが、C は単位閉区間 [0, 1] に通常の位相を入れたものにおいて第一類である。
- R において第二類かつルベーグ測度が 0 であるような例が、{\displaystyle \bigcap _{m=1}^{\infty }\bigcup _{n=1}^{\infty }\left(r_{n}-{1 \over 2^{n+m}},r_{n}+{1 \over 2^{n+m}}\right)}で与えられる。ただし、{rn}∞
n=1 は有理数を全て数え上げる数列とする。
- 有理数の全体 Q に R からくる通常の位相を入れた空間はベール空間でない。これは Q が可算個ある各点 q に対応する一元集合 {q}（これは内点を持たない閉集合になっている）の合併として書けることによる。

## ベールの範疇定理
ベールの範疇定理は位相空間がベール空間であるための十分条件を与えるものである。位相空間論および函数解析学で重要なツールとなっている。
- (BCT1) 任意の完備距離空間はベール空間である。より一般に、何らかの完備擬距離空間の開部分集合に同相な任意の位相空間はベール空間になる。特に 任意の位相的完備空間はベール空間である。
- (BCT2) 任意の局所コンパクトハウスドルフ空間はベール空間である。

BCT1 は以下の空間がベール空間であることを示す：
- 実数の全体 R に通常の位相を入れた空間
- 無理数の全体 P に R からくる通常の位相を入れた空間
- カントル集合 C
- 任意のポーランド空間

BCT2 は任意の多様体がベール空間であることを示す。これは多様体がパラコンパクトでなく、したがって距離化可能でない場合でも成り立つ。例えば長い直線は第二類である。

## 性質
- 任意の空でないベール空間 X は、自分自身において第二類である。また、X の稠密開集合からなる任意の可算族の交わりは空でない。しかしこれら二つの主張の逆は何れも成り立たない。なんとなれば、有理数全体の成す集合 Q と単位閉区間 [0, 1] との位相的直和を考えればわかる。
- ベール空間の任意の開部分空間はまたベール空間である。
- 連続写像の族 fn: X → Y とその各点収斂極限 f: X → Y が与えられたとき、X がベール空間ならば極限写像 f が連続でない点の全体は X において痩せた集合であり、f が連続になる点の全体は X において稠密である。このことの特別な場合が一様有界性原理である。